# Amedeo Biavati
Amedeo Biavati, né le 4 avril 1915 à Bologne (Italie) et mort le 22 avril 1979 dans la même ville, est un footballeur international italien évoluant au poste de milieu de terrain.

## Carrière
Amedeo Biavati joue pour seulement deux clubs durant sa carrière : l'AGC Bologne et le Calcio Catane. Il est aussi sélectionné au sein de l'équipe d'Italie de football avec lequel il joue dix-huit matchs, dont trois de la Coupe du monde de football de 1938 remportée par les Italiens.

## Palmarès
- Vainqueur de la Coupe du monde de football de 1938 avec l'équipe d'Italie de football.
- Vainqueur du Championnat d'Italie de football en 1936, 1937, 1939 et 1941 avec l'AGC Bologne (2e en 1941).
- Vainqueur de la Coupe d'Italie du Nord (Coppa Alta Italia) en 1946 (Bologne).
- Vainqueur du Tournoi international de l'Exposition Universelle de Paris en 1937 (Bologne).